# Châtelard (Creuse)
Châtelard település Franciaországban, Creuse megyében. Lakosainak száma 29 fő (2022. január 1.). Châtelard Brousse, Chard, Lioux-les-Monges és Les Mars községekkel határos.

## Népesség
A település népességének változása:
| Lakosok száma | 38   | 23   | 35   | 35   | 30   | 31   | 32   | 30   | 30   | 29   |
|               | 1968 | 1982 | 1990 | 2006 | 2013 | 2015 | 2017 | 2019 | 2020 | 2022 |